# ساو فيسنتي، الرأس الأخضر
ساو فيسنتي (بالبرتغالية: São Vicente‏) (بالبرتغالية تعني "سانت فنسنت") هي إحدى جزر بارلافينتو، المجموعة الشمالية داخل أرخبيل الرأس الأخضر في المحيط الأطلسي، قبالة الساحل الغربي لأفريقيا.

## المناخ
| البيانات المناخية لـمينديلو        | البيانات المناخية لـمينديلو | البيانات المناخية لـمينديلو | البيانات المناخية لـمينديلو | البيانات المناخية لـمينديلو | البيانات المناخية لـمينديلو | البيانات المناخية لـمينديلو | البيانات المناخية لـمينديلو | البيانات المناخية لـمينديلو | البيانات المناخية لـمينديلو | البيانات المناخية لـمينديلو | البيانات المناخية لـمينديلو | البيانات المناخية لـمينديلو | البيانات المناخية لـمينديلو |
| الشهر                              | يناير                       | فبراير                      | مارس                        | أبريل                       | مايو                        | يونيو                       | يوليو                       | أغسطس                       | سبتمبر                      | أكتوبر                      | نوفمبر                      | ديسمبر                      | المعدل السنوي               |
| ---------------------------------- | --------------------------- | --------------------------- | --------------------------- | --------------------------- | --------------------------- | --------------------------- | --------------------------- | --------------------------- | --------------------------- | --------------------------- | --------------------------- | --------------------------- | --------------------------- |
| الدرجة القصوى °م (°ف)              | 29.2 (84.6)                 | 29.5 (85.1)                 | 30.3 (86.5)                 | 29.5 (85.1)                 | 31.5 (88.7)                 | 30.5 (86.9)                 | 33.6 (92.5)                 | 31.8 (89.2)                 | 32.7 (90.9)                 | 31.5 (88.7)                 | 31.0 (87.8)                 | 30.0 (86.0)                 | 33.6 (92.5)                 |
| متوسط درجة الحرارة الكبرى °م (°ف)  | 23.4 (74.1)                 | 23.3 (73.9)                 | 23.6 (74.5)                 | 24.0 (75.2)                 | 24.6 (76.3)                 | 25.4 (77.7)                 | 26.6 (79.9)                 | 27.8 (82.0)                 | 28.4 (83.1)                 | 27.9 (82.2)                 | 26.6 (79.9)                 | 24.6 (76.3)                 | 25.5 (77.9)                 |
| المتوسط اليومي °م (°ف)             | 21.4 (70.5)                 | 21.4 (70.5)                 | 21.6 (70.9)                 | 22.1 (71.8)                 | 22.7 (72.9)                 | 23.6 (74.5)                 | 24.6 (76.3)                 | 25.8 (78.4)                 | 26.4 (79.5)                 | 26.0 (78.8)                 | 24.8 (76.6)                 | 23.0 (73.4)                 | 23.6 (74.5)                 |
| متوسط درجة الحرارة الصغرى °م (°ف)  | 19.3 (66.7)                 | 19.4 (66.9)                 | 19.6 (67.3)                 | 20.2 (68.4)                 | 20.8 (69.4)                 | 21.7 (71.1)                 | 22.6 (72.7)                 | 23.7 (74.7)                 | 24.5 (76.1)                 | 24.1 (75.4)                 | 23.1 (73.6)                 | 21.3 (70.3)                 | 21.7 (71.1)                 |
| أدنى درجة حرارة °م (°ف)            | 16.5 (61.7)                 | 13.5 (56.3)                 | 15.6 (60.1)                 | 15.0 (59.0)                 | 15.0 (59.0)                 | 18.0 (64.4)                 | 17.5 (63.5)                 | 14.5 (58.1)                 | 19.0 (66.2)                 | 18.5 (65.3)                 | 19.0 (66.2)                 | 17.0 (62.6)                 | 13.5 (56.3)                 |
| الهطول مم (إنش)                    | 3 (0.1)                     | 5 (0.2)                     | 1 (0.0)                     | 0 (0)                       | 0 (0)                       | 0 (0)                       | 3 (0.1)                     | 20 (0.8)                    | 39 (1.5)                    | 29 (1.1)                    | 18 (0.7)                    | 9 (0.4)                     | 127 (5.0)                   |
| متوسط أيام هطول الأمطار (≥ 0.1 mm) | 1                           | 1                           | 0                           | 0                           | 0                           | 0                           | 1                           | 4                           | 5                           | 2                           | 2                           | 2                           | 18                          |
| متوسط الرطوبة النسبية (%)          | 70                          | 70                          | 68                          | 69                          | 72                          | 74                          | 75                          | 76                          | 77                          | 74                          | 72                          | 69                          | 72                          |
| ساعات سطوع الشمس الشهرية           | 229.4                       | 237.3                       | 275.9                       | 291.0                       | 306.9                       | 276.0                       | 248.0                       | 226.3                       | 225.0                       | 238.7                       | 225.0                       | 201.5                       | 2٬981                       |
| ساعات سطوع الشمس اليومية           | 7.4                         | 8.4                         | 8.9                         | 9.7                         | 9.9                         | 9.2                         | 8.0                         | 7.3                         | 7.5                         | 7.7                         | 7.5                         | 6.5                         | 8.2                         |
| المصدر: الأرصاد الجوية الألمانية   |                             |                             |                             |                             |                             |                             |                             |                             |                             |                             |                             |                             |                             |